# Stefan Venetiaan
Stefan Venetiaan (Paramaribo, 23 oktober 1964) is een voormalig Nederlands profvoetballer van Surinaamse afkomst die van 1990 tot 1992 uitkwam voor VVV-Venlo. Hij speelde als aanvaller.
Venetiaan emigreerde op 6-jarige leeftijd met zijn familie vanuit Suriname naar Nederland en groeide op in Eindhoven. Via VV De Spechten belandde hij bij VV Geldrop uit de Zondag Hoofdklasse C. Henk Rayer, zijn toenmalige trainer, werd in 1990 aangesteld als trainer van VVV en nam hem mee naar de eerstedivisionist. Zo maakte hij als 25-jarige zijn competitiedebuut in het betaald voetbal, tijdens de wedstrijd Eindhoven - VVV op 18 augustus 1990. Destijds gold Venetiaan, samen met Edwin van Ankeren, als een van de snelste Nederlandse aanvallers. Naar verluidt sprintte hij de 100 meter in 10,5 seconden.
De rappe aanvaller maakte in zijn eerste seizoen promotie naar de eredivisie mee met VVV, een jaar later weer gevolgd door degradatie. Venetiaan verlengde zijn in 1992 aflopende contract bij de Venlose club niet en ging in België voetballen om in 1999 weer terug te keren bij zijn oude amateurclub Gestelse Boys.

## Statistieken
| Seizoen | Club                 | Land      | Competitie         | Wed. | Goals |
| ------- | -------------------- | --------- | ------------------ | ---- | ----- |
| 1990/91 | VVV-Venlo            | Nederland | Eerste divisie     | 36   | 5     |
| 1991/92 | VVV-Venlo            | Nederland | Eredivisie         | 22   | 3     |
| 1992/93 | Witgoor Sport Dessel | België    | Eerste Prov. Antw. |      |       |
| 1995/96 | KFC Dessel Sport     | België    | Derde Klasse B     | 28   | 5     |
| 1996/97 | KFC Dessel Sport     | België    | Derde Klasse B     | 30   | 10    |
| 1997/98 | KFC Dessel Sport     | België    | Tweede Klasse      | 28   | 13    |
| 1998/99 | KFC Dessel Sport     | België    | Tweede Klasse      | 27   | 4     |